# Аликанте 10
Аликанте 10 (англ. Alicante 10, RSGC6) — молодое массивное рассеянное скопление, принадлежащее Млечному Пути. Открыто в 2012 году в рамках обзора 2MASS. На текущий момент удалось обнаружить 8 красных сверхгигантов в скоплении. Аликанте 10 находится в созвездии Щита на расстоянии около 6 тысяч парсеков от Солнца.  Возможно, скопление находится на пересечении северного края длинного бара и внутренней части рукава Щита-Центавра — одного из главных спиральных рукавов.
Возраст Аликанте 10 оценивается в 16–20 миллионов лет. Наблюдаемые красные сверхгиганты являются предшественниками сверхновых II типа. Излучение от скопления подвержено сильному межзвездному поглощению, поэтому скопление не наблюдается в видимом свете. Объект находится вблизи других скоплений, богатых красными сверхгигантами, таких как RSGC1, Стивенсон 2 (RSGC2), RSGC3, Аликанте 8 (RSGC4) и Аликанте 7 (RSGC5). Аликанте 10 на земном небе находится на угловом расстоянии 16′ к югу от RSGC3. Скопления красных сверхгигантов RSGC3, Аликанте 7 и Аликанте 10 вероятно являются частью комплекса RSGC3. Масса рассеянного скопления оценивается в 10–20 тысяч солнечных масс, вследствие чего оно является одним из наиболее массивных рассеянных скоплений в Млечном Пути